# Bjørkelangen (insjö)
Bjørkelangen är en insjö i Aurskog-Høland kommun i Norge. Vid sjöns norra änden ligger orten Bjørkelangen som är centralort och administrativt centrum i Aurskog-Høland kommun. Sjön har en yta på 2,86 km² och en omkrets på ca 14 km. Den ligger 124 meter över havet och ingår i det sammanhängande vattendrag/sjösystemet Haldenvassdraget, vars nedersta vattendrag Tista mynnar i Idefjorden i Halden.